# Lonomia electra
Lonomia electra es una especie de polilla de la familia Satirniidae. Habita desde el centro de México hasta el norte de Panamá, en bosques templados a no más de 1800 m. sobre el nivel del mar. Sus orugas son de color negro con una mancha blanca dorsal y están cubiertas de espinas urticantes, suelen conglomerarse en grupos de varias decenas arriba de una misma planta. Los individuos adultos tienen hábitos nocturnos; son de color amarillo opaco, café claro o beige, tienen dos puntos blancos en las alas delanteras, una línea negra horizontal que surca ambos pares de alas, y un puntilleo grisáceo a lo largo de ambos pares de alas; sus alas tienen una amplitud de unos 8-9 cm y su segmento tórax-abdomen mide entre 2,5-3,5 cm de largo.

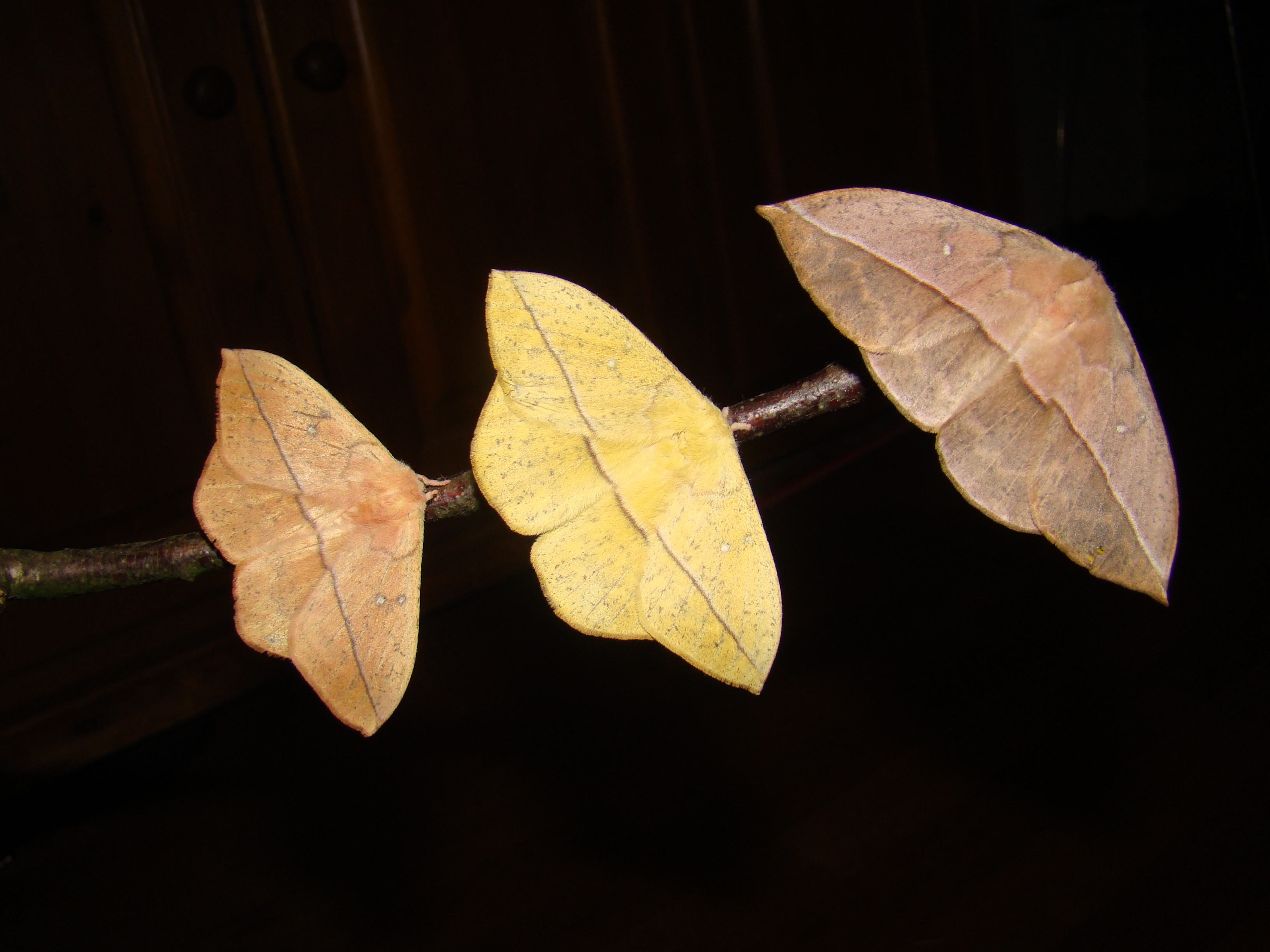
Varios ejemplares adultos de L. electra con distintas coloraciones.